# Crivel
Crivel, pseudonimo di Ferdinando Crivelli (Milano, 3 gennaio 1889 – Milano, 9 marzo 1960), è stato un cantante italiano attivo dagli anni venti agli anni cinquanta.

## Biografia
In molte sue incisioni risulta anche come: Crivel, tenore Orsini, tenore Bello, Italo Corsi, Berettini, F. Rossi, Rossi, E. Torres, D. Berri, Fernandino.
Detto anche «il simpatico artista della canzone», è noto per il particolare timbro della voce, attrattiva e sonora, attivo soprattutto tra le due guerre. È ricordato anche per l'interpretazione di alcune canzoni inneggianti al regime fascista e alla guerra (Noi tireremo diritto, Topolino in Abissinia), come per la canzone pubblicitaria L'ora del Campari, utilizzata nell'anno 2008 in uno spot televisivo dello stesso marchio.
Ha inciso tra le 2 000 e le 3 000 canzoni, romanze, brani d'opera, recitativi, sketch, scene comiche, ritornelli pubblicitari, ecc., e partecipato a molti spettacoli, operette e concerti grazie alla propria voce da tenore leggero.

## Discografia parziale

### 78 giri
- 1928 – Elisabette/ Venite con me (Odeon, O 10152)
- 1928 – Lo studente passa/ È vietato (Odeon, O 10164)
- 1930 – Mi pare un sogno/ Mai più (Excelsius, T 6523)
- 1932 – Canta lo sciatore/ Gioventù (Columbia, DQ 534)
- 1933 – Sarà la luna? No!/ Giovinezza senza amore (Columbia, CQ 1121)
- 1934 – Paprika/ Walzer della felicità (Columbia, CQ 1342; con Elsa Merlini)
- 1934 – Berrettino/ Come Mimì (Columbia, GQU 64)
- 1935 – Scrivimi/ Tango del ritorno (Columbia, GQU 190)
- 1935 – Adua/ Inno marcia per i legionari dell'Africa Orientale (Columbia, DQ 1643)
- 1936 – Forse mai più/ Senti l'eco (Columbia, DQ 1762)
- 1936 – Perché mi hai fatto tanto mal?/ Java villereccia (Columbia, DQ 1808); lato A cantato da Franco Lary
- 1937 – Ritorna il legionario/ Etiopia (Columbia, DQ 2127)
- 1940 – Mister Churchill...come va?/ Serenatone (per la perfida Albione) (Columbia, DQ 3369)
- 1940 – El barbisin/ El gagà del Motta (Columbia, DQ 3371)
- 1940 – Passa la diligenza/ La mia canzone al vento (Columbia, GQU 306); lato B cantato da Pino Coralli
- 1940 – C'è una chiesetta/ Cuore contro cuore (Columbia, GQU 330)
- 1940 – Sul campanil del duomo/ Cavalluccio va... (Columbia, GQU 331)

## Curiosità
Il motivetto ripreso da Campari per la propria campagna pubblicitaria del Camparisoda del 2008 è un brano interpretato da Crivel del 1932, anno in cui esso uscì sul mercato, scritto da lui e Roger Dufas.